# Suberítides
Els suberítides (Suberitida) són un ordre de demosponges de la subclasse Heteroscleromorpha.

## Taxonomia
L'ordre Suberitida inclou 513 espècies repartides en tres famílies:
- Família Halichondriidae Gray, 1867
- Família Stylocordylidae Topsent, 1892
- Família Suberitidae Schmidt, 1870